# Décès en novembre 1973
Décès
- 1969
- 1970
- 1971
- 1972
- 1973
- 1974
- 1975
- 1976
- 1977

Pour une information complémentaire, voir la page d'aide.

| Date        | Nom            | Pays                   | Activités                  | Âge | Source |
| ----------- | -------------- | ---------------------- | -------------------------- | --- | ------ |
| 28 novembre | Marthe Bibesco | Drapeau de la Roumanie | Écrivaine franco-roumaine. | 87  |        |